# 11257 Rodionta
11257 Rodionta este un asteroid din centura principală de asteroizi.

## Descriere
11257 Rodionta este un asteroid din centura principală de asteroizi. A fost descoperit pe 3 octombrie 1978 la Observatorul de Astrofizică din Crimeea de Nikolai Cernîh. Asteroidul prezintă o orbită caracterizată de o semiaxă mare de 2,31 ua, o excentricitate de 0,15 și o înclinație de 4,3° în raport cu ecliptica.